# 谢弗 (明尼苏达州)
谢弗（Shafer）是美国明尼苏达州奇萨戈县的一座城市。